# Бет Гармай

Бет Гармай (араб. باجرمي‎ Bājarmī; перс. گَرمَکان‎, сорани گەرمیان Garmakan; сир. ܒܝܬ ܓܪܡܐ Bêṯ Garmē; лат. и греч. Гарамайя) — исторический регион вокруг города Киркук в северном Ираке. Расположен на юго-востоке от реки Малый Заб, юго-западнее Шахризорских гор и северо-восточнее реки Тигр и гор Хамрин. Иногда в него также включают юго-западные части гор Хамрин и северо-запад реки Диялы.

## Этимология
Название «Бет Гармай» или «Бет Гарме» может происходить из сирийского языка, означая «дом костей», что является отсылкой к костям убитых представителей династии Ахеменидов после решающей битвы между Александром Македонским и Дарием III на равнине между реками Большой Заб и Дияла.

## История
Регион был процветающей метрополией с центром в Каркхе Д’Бет Слокх (Киркук). В нём проживало большое количество ассирийцев-несториан, пока в XIV веке регион не был завоеван Тамерланом.